# Corporate Memphis

Ilustração no estilo Corporate Memphis da biblioteca de design humaaans

Corporate Memphis é um termo usado (às vezes depreciativamente) para descrever um estilo de arte geométrico plano, amplamente usado em ilustrações da Big Tech no final dos anos 2010 e no início dos anos 2020. É considerado frequentemente um estilo sem inspiração e distópico.
Motivos comuns são personagens humanos planos fazendo alguma ação, com características desproporcionais, como membros longos e curvos, características faciais mínimas e cores brilhantes sólidas sem nenhuma outra mistura.
O Facebook adotou sua própria versão, chamada "Alegria", em 2017.
Desde então, o estilo tem sido criticado por ser genérico, excessivamente utilizado e por tentar higienizar a percepção do público ao apresentar a interação humana em um otimismo utópico. Os ilustradores que trabalham neste estilo referem-se a ele como flat art (arte plana). É também conhecido como estilo Alegria, arte Big Tech, arte corporativa, Humans of Flat e depreciativamente "arte Globohomo".
O termo é uma referência ao Grupo Memphis, um grupo de arquitetura italiano da década de 1980 conhecido por seus projetos que muitas vezes são considerados extravagantes.